# Recuyell of the Historyes of Troye

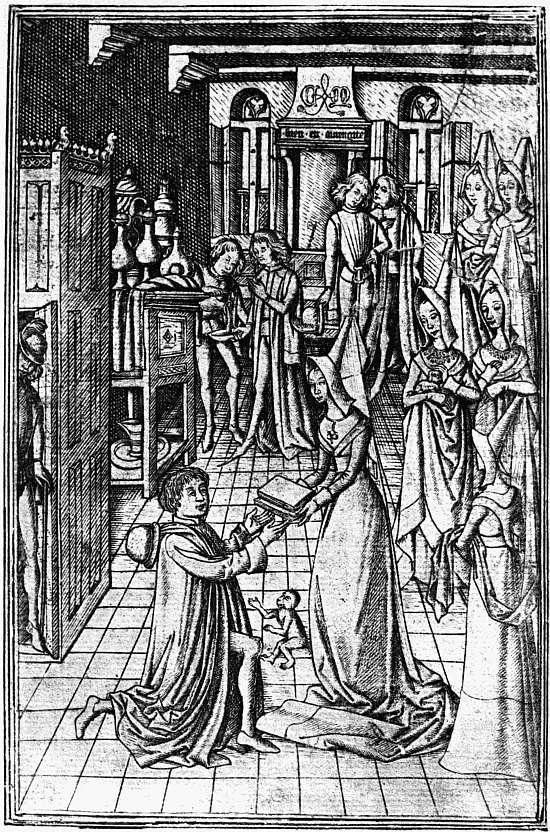
Presentación grabado mostrando a William Caxton presentando una copia de Recuyell of the Historyes of Troye a Margarita de York

Recuyell of the Historyes of Troye o Recopilación de historias de Troya (1464) es una traducción de William Caxton de un libro de caballerías francés escrito por Raoul Lefèvre, capellán de Felipe III, duque de Borgoña. Fue el primer libro impreso en idioma inglés.
Recuyell (recueil en francés moderno) simplemente significa "colección" en inglés. Por lo tanto, la obra en inglés moderno se leería "Una colección de historias de Troya". Las traducciones de Caxton y, a veces, sus títulos incorporaron palabras de otros idiomas europeos.
Caxton, probablemente con la ayuda de Colard Mansion y Johann Veldener, imprimió su traducción en 1473 o 1474 (tradicionalmente "ca. 1475") en Brujas. Solo existen 18 copias, y cuando el duque de Northumberland vendió una en 2014, se vendió por más de un millón de libras.
Una copia de presentación de la primera edición con un grabado especialmente hecho que muestra a Caxton presentando el libro a Margaret de York se encuentra conservada en la Biblioteca Huntington, en California, habiendo estado anteriormente en las colecciones del Duque de Roxburghe y el Duque de Devonshire. Este "patrocinio" real puede haber sido más una forma de publicidad que una representación de las relaciones de patrocinio medievales tradicionales. La British Library y la Biblioteca del Congreso de Estados Unidos poseen ejemplares de esta obra y se encuentran digitalizados de manera integral.
La traducción al inglés fue la base de la posterior obra moral del periodo Tudor, Horestes (1567).